# Enallagma circulatum
Enallagma circulatum – gatunek ważki z rodziny łątkowatych (Coenagrionidae).